# Savars
Els savars (en llatí savari, en grec antic Σαύαροι) eren un poble de la Sarmàcia europea que vivien entre els rius Turuntus i Chesinus. Eren d'ètnia eslava i se'ls identifica amb el sjewers, una tribu poderosa que vivia entre els rius Desnà, Seim i Sula, amb les ciutats de Txerníhiv i Ljubetsh. Constantí VII Porfirogènit menciona el poble i les dues ciutats.
La darrera menció dels savars no va més enllà del 1024 a les fonts romanes d'Orient, però després encara apareixen com a antic poble als annals de Rússia.
Pel poble de l'Índia, vegeu sauars.